# Hypatopa
Hypatopa är ett släkte av fjärilar som beskrevs av Thomas de Grey, 6th Baron Walsingham 1907. Hypatopa ingår i familjen förnamalar, Blastobasidae.

## Dottertaxa tillHypatopai alfabetisk ordning[1][2]
- Hypatopa actes Adamski, 2013
- Hypatopa acus Adamski, 2013
- Hypatopa agnae Adamski, 2013
- Hypatopa apicirecta Teng & Wang, 2019
- Hypatopa arxcis Adamski, 2013
- Hypatopa bilobata Adamski, 2013
- Hypatopa binotella (Thunberg, 1794), Barrskogsförnamal
- Hypatopa biprojecta Teng & Wang, 2019
- Hypatopa caedis Adamski, 2013
- Hypatopa caepae Adamski, 2013
- Hypatopa cladis Adamski, 2013
- Hypatopa cotis Adamski, 2013
- Hypatopa cotytto Adamski, 2013
- Hypatopa crux Adamski, 2013
- Hypatopa cyane Adamski, 2013
- Hypatopa dicax Adamski, 2013
- Hypatopa differtella (McDunnough, 1961)
- Hypatopa dolo Adamski, 2013
- Hypatopa dux Adamski, 2013
- Hypatopa edax Adamski, 2013
- Hypatopa eos Adamski, 2013
- Hypatopa erato Adamski, 2013
- Hypatopa fio Adamski, 2013
- Hypatopa gena Adamski, 2013
- Hypatopa hecate Adamski, 2013
- Hypatopa hera Adamski, 2013
- Hypatopa hora Adamski, 2013
- Hypatopa huayingshana Teng & Wang, 2019
- Hypatopa inunctella (Zeller, 1839), Alskogsförnamal
- Hypatopa io Adamski, 2013
- Hypatopa ira Adamski, 2013
- Hypatopa joniella Adamski, 2013
- Hypatopa juno Adamski, 2013
- Hypatopa leda Adamski, 2013
- Hypatopa limae Adamski, 2013
- Hypatopa lucina Adamski, 2013
- Hypatopa manus Adamski, 2013
- Hypatopa mora Adamski, 2013
- Hypatopa moriutiella Sinev, 1986
- Hypatopa musa Adamski, 2013
- Hypatopa nephalia (Walsingham, 1907)
- Hypatopa nex Adamski, 2013
- Hypatopa nox Adamski, 2013
- Hypatopa nucella (Walsingham, 1907)
- Hypatopa orthocera Teng & Wang, 2019
- Hypatopa phoebe Adamski, 2013
- Hypatopa pica Adamski, 2013
- Hypatopa plebis Adamski, 2013
- Hypatopa rabio Adamski, 2013
- Hypatopa rea Adamski, 2013
- Hypatopa rego Adamski, 2013
- Hypatopa rudis Adamski, 2013
- Hypatopa sais Adamski, 2013
- Hypatopa scobis Adamski, 2013
- Hypatopa segnella Zeller, 1873, Blandskogsförnamal
- Hypatopa semela Adamski, 2013
- Hypatopa silvestrella Kuznetzov, 1984
- Hypatopa solea Adamski, 2013
- Hypatopa styga Adamski, 2013
- Hypatopa tapadulcea Adamski, 1999
- Hypatopa texla Adamski, 2013
- Hypatopa texo Adamski, 2013
- Hypatopa umbra Adamski, 2013
- Hypatopa verax Adamski, 2013
- Hypatopa vitis Adamski, 2013
- Hypatopa vox Adamski, 2013
- Hypatopa weibaoshana Teng & Wang, 2019

## Bildgalleri

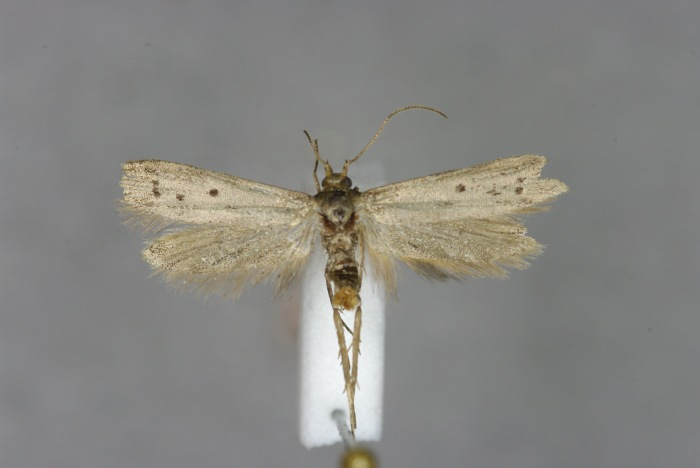
Barrskogsförnamal Hypatopa binotella
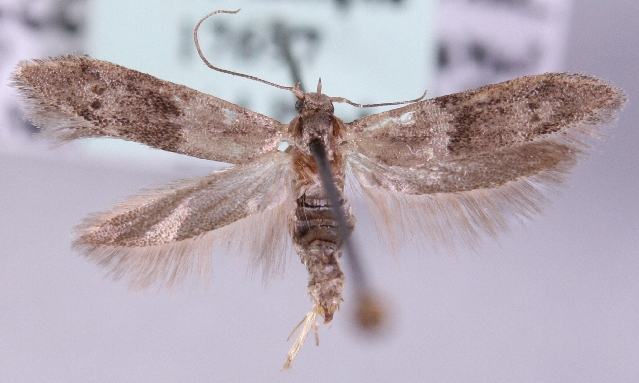
Blandskogsförnamal Hypatopa segnella
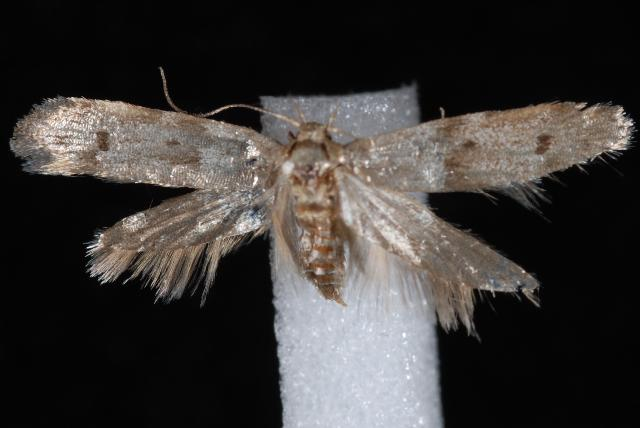
Hypatopa simplicella